# Sobradinho (Distretto Federale)
Sobradinho è una regione amministrativa del Distretto Federale brasiliano.